# Fodor Kálmán
Fodor Kálmán (Majsamiklósvár, 1929. november 6. – Sárközújlak, 1980. június 30.) festőművész.

## Élete
1949–50 között a kolozsvári Magyar Művészeti Intézet, 1950–54 között a kolozsvári Ion Andreescu Képzőművészeti Főiskola hallgatója volt. 
1968-ig a Zsil-völgyi művésztelepen dolgozott, a petrozsényi művészcsoport vezetője. 1968–80 között a Szatmár megyei Sárközön volt rajztanár.
Olajfestményei és akvarelljei mellett készített reklámgrafikát, illusztrációt. A monumentális művészet érdekelte.
1963-tól több egyéni kiállítása volt erdélyi városokban és Bukarestben.
Mestere Ion Andreescu volt.

## Egyéni kiállítások
1963, Kolozsvár.

## Köztéri művei[forrás?]
- Fajanszmozaik (1965, Petrozsény)
- Fajanszmozaik (1969, Petrozsény, 5-ös sz. Általános Iskola)
- Dekoratív kompozíció (műkő, 1970, Szatmárnémeti, takarékpénztár)
- Fajanszmozaik (1971, Szatmárnémeti, készruhagyár)[1]
- Sgraffito (1973, Sárköz, cukrászdabelső)
- Belső dekoráció (fa, 1974, Szatmárnémeti, Ifjúsági Klub)